# Culture toalienne
Les Toaliens étaient des chasseurs-cueilleurs qui habitaient le sud de l'île indonésienne de Sulawesi pendant la période de l'Holocène moyen à supérieur avant l'arrivée  des agriculteurs néolithiques austronésiens il y a environ 3 500 ans en provenance d'Asie continentale.
Le terme « Toalien » a été attribué par les premiers excavateurs, Paul et Fritz Sarasin, à partir du mot bugi local « Toale » qui signifie « peuple de la forêt ». Le terme est trompeur car des recherches ultérieures ont révélé que la culture toalienne n'était pas liée aux derniers habitants de la forêt du sud de Sulawesi.
La culture toalienne est reconnue par la présence de pointes d'os raffinées, de microlithes, de grandes quantités de coquillages (en particulier le gastéropode d'eau douce Tylomelania perfecta), de petites pierres denticulées dites « pointes de Maros » et l'absence des technologies de pierre broyée qui caractérisent les cultures locales ultérieures. Les artefacts toaliens sont souvent associés aux restes squelettiques de sangliers de Sulawesi (sus celebensis). Peu d'exemples d'art toalien ont été trouvés, et ceux-ci se limitent à des exemplaires portables, notamment une pointe d'os gravée d'Ulu Leang 1 et une coquille peinte à Leang Rakkoe. Aucun art rupestre toalien n'a encore été identifié. Certains groupes de Toaliens étaient capables de naviguer et de pêcher.

## Chronologie
Le peuplement le plus ancien de Sulawesi est considéré comme résultant d'une vague de migration à travers l'Indonésie il y a environ 45 000 ans, au cours de laquelle certaines personnes sont restées dans la région tandis que d'autres ont continué pour atteindre Sahul. Un certain nombre de sites pléistocènes apparentés dans la région sont connus pour leur art rupestre,. Ces sites sont antérieurs à la culture toalienne, et l'absence de sites archéologiques datant de la période intermédiaire entre 12 et 8 000 ans empêche un lien direct.
Avant une chronologie standardisée, trois phases de la culture toalienne ont été grossièrement classées comme :
- La phase Toalienne précoce, entre 7 500 et 5 500 BP, qui a vu l'émergence de pointes osseuses et de microlithes.
- La phase Toalienne Précéramique Tardive, datant de 5500-3500 BP, marquée par l'apparition des pointes de Maros.
- La phase céramique Toalienne, de 3500 à 2000 BP, qui a vu des traces de la culture néolithique émergente[12].

La période néolithique, les changements post-toaliens dans les assemblages archéologiques, caractérisés par la céramique, les haches lissées et la riziculture, sont considérés comme représentant l'arrivée de migrants de langue austronésienne ou nusantao,,.

## Découverte
En 1902, les naturalistes suisses Paul et Fritz Sarasin ont fouillé plusieurs grottes dans les hautes terres du sud de Sulawesi. Leur travail a permis de découvrir des outils en pierre distinctifs et finement travaillés, des pointes de flèches et de petits outils fabriqués à partir d'os.
L'archéologue australien Fred McCarthy a poursuivi les fouilles à la fin des années 1930 en s'intéressant aux similitudes typologiques entre les pointes toaliennes de Maros finement dentelées et la « tradition des petits outils » largement contemporaine de l'Australie. Une série de fouilles mal documentées tout au long de la fin du 20e siècle a noté des artefacts dentelés, des tessons de terre cuite et des os. Quelque 6 000 objets ont été donnés au Musée national de Jakarta avec des attributions incertaines aux fouilles de Panganreang Tudea et Batu Ejaya par Van Stein Callenfels et Willems.
En 2023, on découvre dans deux grottes sur l'île Célèbes deux couteaux en dents de requins datant d'il y a environ 7000 ans, destinés à trancher de la chair humaine ou animale. Cette découverte établit une première preuve mondiale de l'utilisation de dents de requins dans des armes composites. Ce sont des dents de requins-tigres mesurant environ 2 mètres de long.

## Emplacement et étendue
Les sites toaliens connus sont largement concentrés dans le tiers sud de la péninsule sud-ouest de Sulawesi, dans les grottes du système karstique calcaire, qui traverse les plaines des kabupaten de Maros et Pangkajene dan Kepulauan (ou « Pangkep »), au nord-est de Makassar. L'étendue sud comprend l'île de Selayar. En 2021, aucun site toalien n'avait été trouvé au nord du lac Tempe.

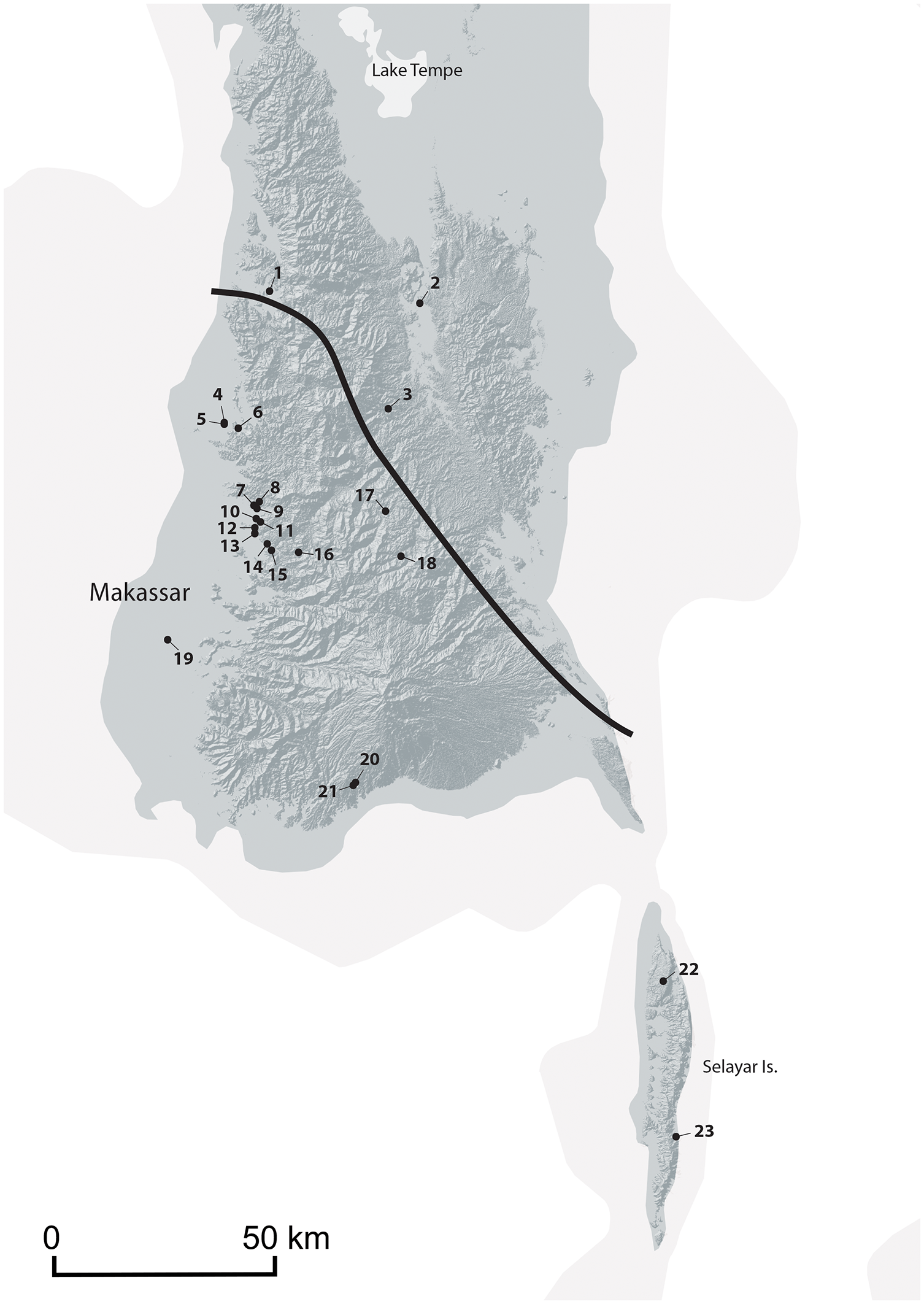
Carte du sud de Sulawesi, en Indonésie, montrant des sites identifiés avec des artefacts toaliens. Carte de K. Newman & Y.L. Perston

### Leang Panninge
Le site de la grotte de Leange Panninge (« grotte aux chauves-souris ») contient des assemblages toaliens denses comprenant 138 microlithes (beaucoup avec une forme de losange régulière), des pointes de Maros et divers grattoirs en pierre. Une sépulture intacte avec des outils de pierre associés a été découverte en 2015. Le site de Leang Panninge a été classé patrimoine culturel par l'Office de la culture et du tourisme du kabupaten de Maros le 25 juillet 2019.

### Leang Bulu' Sipong
Leang Bulu' Sipong 1 est une grotte calcaire basse au pied d'un système karstique calcaire sur les plaines côtières du kabupaten de Pangkep. Les fouilles ici ont mis au jour quelque 212 pointes retouchées, micro-scies et pointes en os qui pourraient avoir été utilisées comme lances de pêche. Le site de la grotte se trouve à moins de 100 m du site d'art rupestre du Pléistocène supérieur Leang Bulu' Sipong 4 qui présente une peinture figurative d'un sanglier de Sulawesi (Sus celebensis) datant d'au moins 43 900 ans (basé sur la datation de la série Uranium).

### Leang Cakondo
La chambre haute de Leang Cakondo à Lamoncong fut le principal site fouillé par les Sarasins en 1902. L'assemblage d'artefacts le plus dense, entre 10 et 40 cm de profondeur, contenait des pointes de projectile, des outils à éclats de pointe Maros avec des bords dentelés retouchés, ainsi que des lamelles et des pointes en os.

### Leang Burung
Une fouille majeure menée par une expédition archéologique conjointe australo-indonésienne en 1969 a mis au jour des artefacts toaliens dans divers contextes. Une tranchée datée entre 3 500 et 4 700 ans contenait 24 pointes de Maros, 24 autres pointes de pierre et 19 pointes d'os. Une tranchée séparée datée de plus de 3460 ans contenait un assemblage de céramique toalienne avec 963 tessons de pot, 57 pointes de pierre diverses, 51 lames, 52 microlithes géométriques, seulement 7 pointes de Maros et pas plus de 7 pointes d'os. Des fragments d'os humains provenant de sépultures secondaires ont également été trouvés et estimés entre 1000 et 2000 ans BP,.

## Technologies lithiques
Les assemblages toaliens comprennent plusieurs types d'artefacts diagnostiques qui les distinguent des gisements antérieurs ou postérieurs. Il s'agit notamment des « pointes de Maros » lithiques à base creuse avec des bords denticulés, pointes de pirri, de petites pointes en os, des microlithes et des micro-scies.
Des archéologues de l'Université Griffith, de l'Université de la Nouvelle-Angleterre et du Balai Arkeologi Sulawesi Selatan ont mené une analyse des caractéristiques morphologiques et technologiques de 1 739 artefacts lithiques toaliens provenant des grottes calcaires et des abris de Leang Pajae, Leang Rakkoe, Leang Panninge, Leang Bulu' Sipong 1, Leang Bulu Bettue, Leang Jarie, Leang Lambatorang et Leang Lompoa, et le site ouvert de Tallasa pour former un système standardisé de classification des outils en pierre toaliens. Cette étude a divisé les pointes de Maros en quatre sous-classes : les pointes de Maros classiques, les pointes de Mallinrung, les pointes de Lompoa et les pointes de Pangkep. La majorité des outils en pierre toaliens de ces sites étaient fabriqués en chert, avec un petit pourcentage en calcaire ou d'autres matériaux.
Les micro-scies de Bulu' Sipong sont de minuscules microlithes avec des denticulations étroites qui ont été soigneusement formées à l'aide d'un fin galet à pression. Ceux-ci ont été identifiés pour la première fois par Muhammad Nur (Université Hasanuddin) et David McGahan (Université Griffith) lors de leurs fouilles du site de la grotte de Leang Bulu 'Sipong 1 en 2018 avec d'autres exemples trouvés à Leang Jarie. Leur fonction est actuellement inconnue.

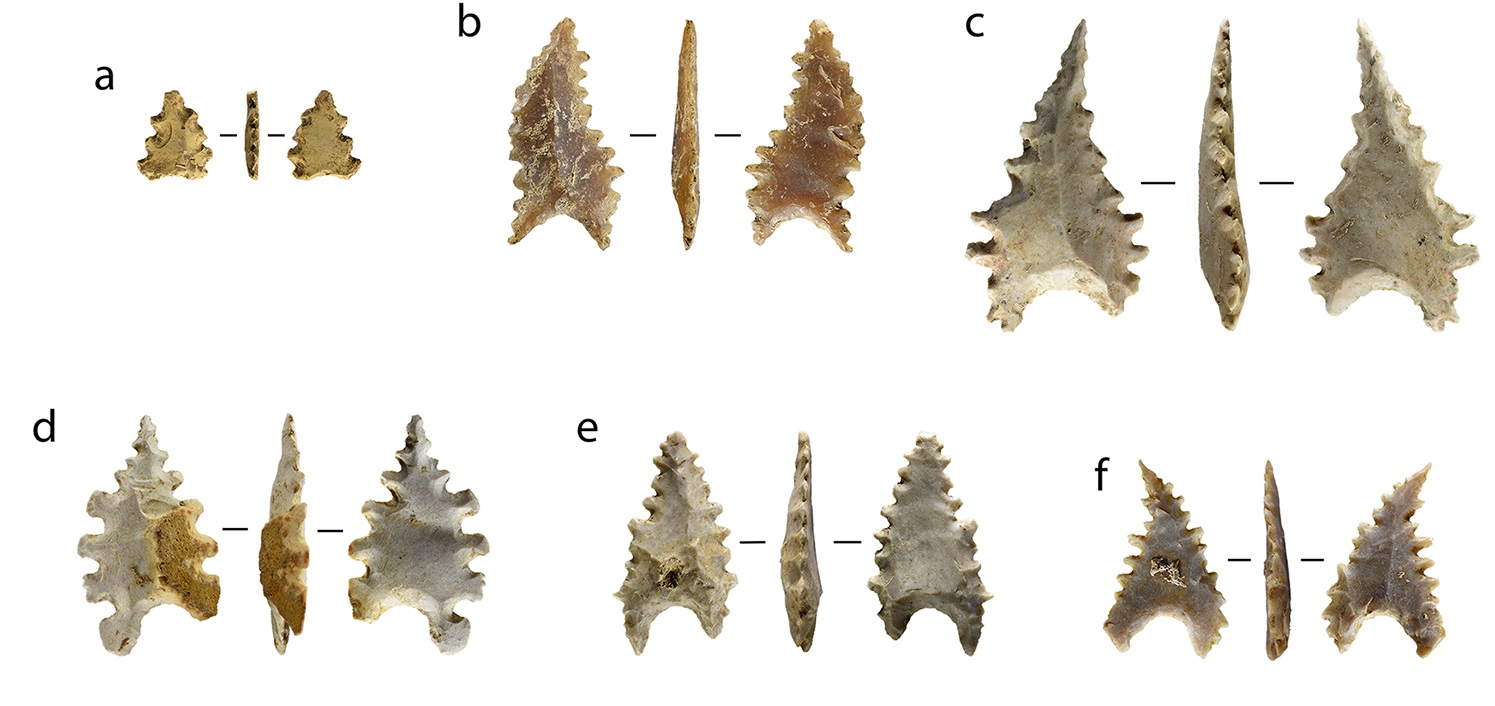
Pointes de Maros classiques avec retrait basal et marges denticulées.
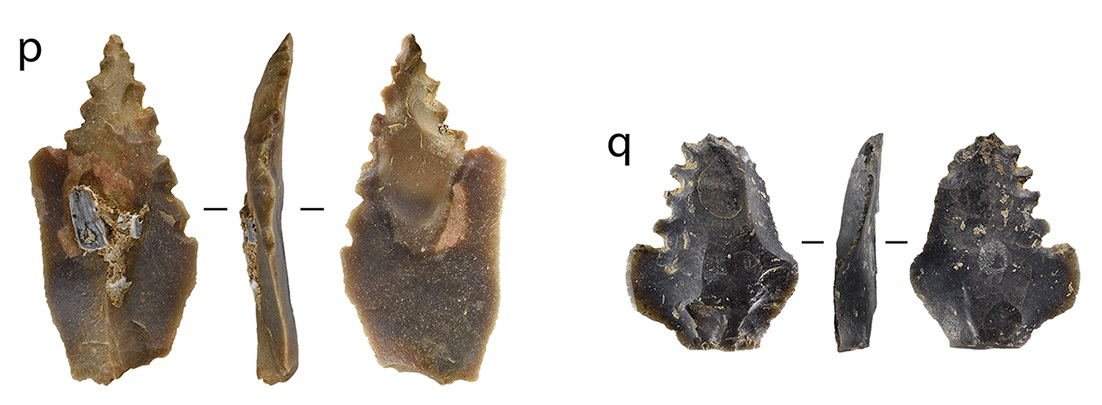
Pointes de Mallinrung avec marges denticulées, sans retrait basal
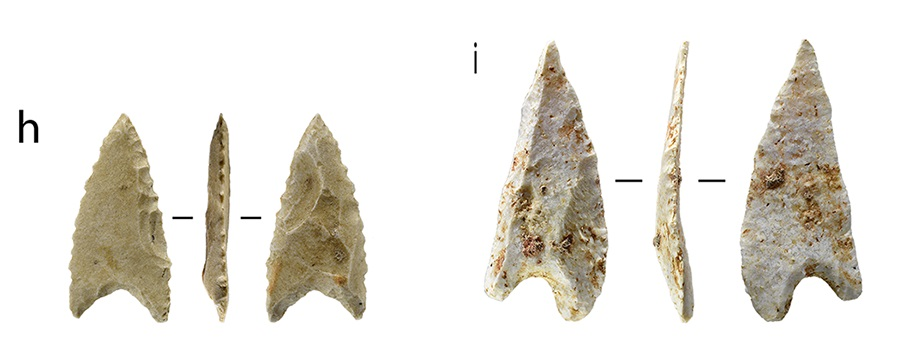
Pointes de Lompoa avec retrait basal et sans denticulations.
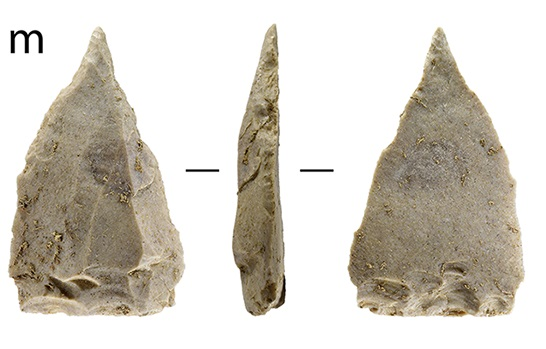
Pointes de Pangkep: sans denticulations et sans retrait basal.
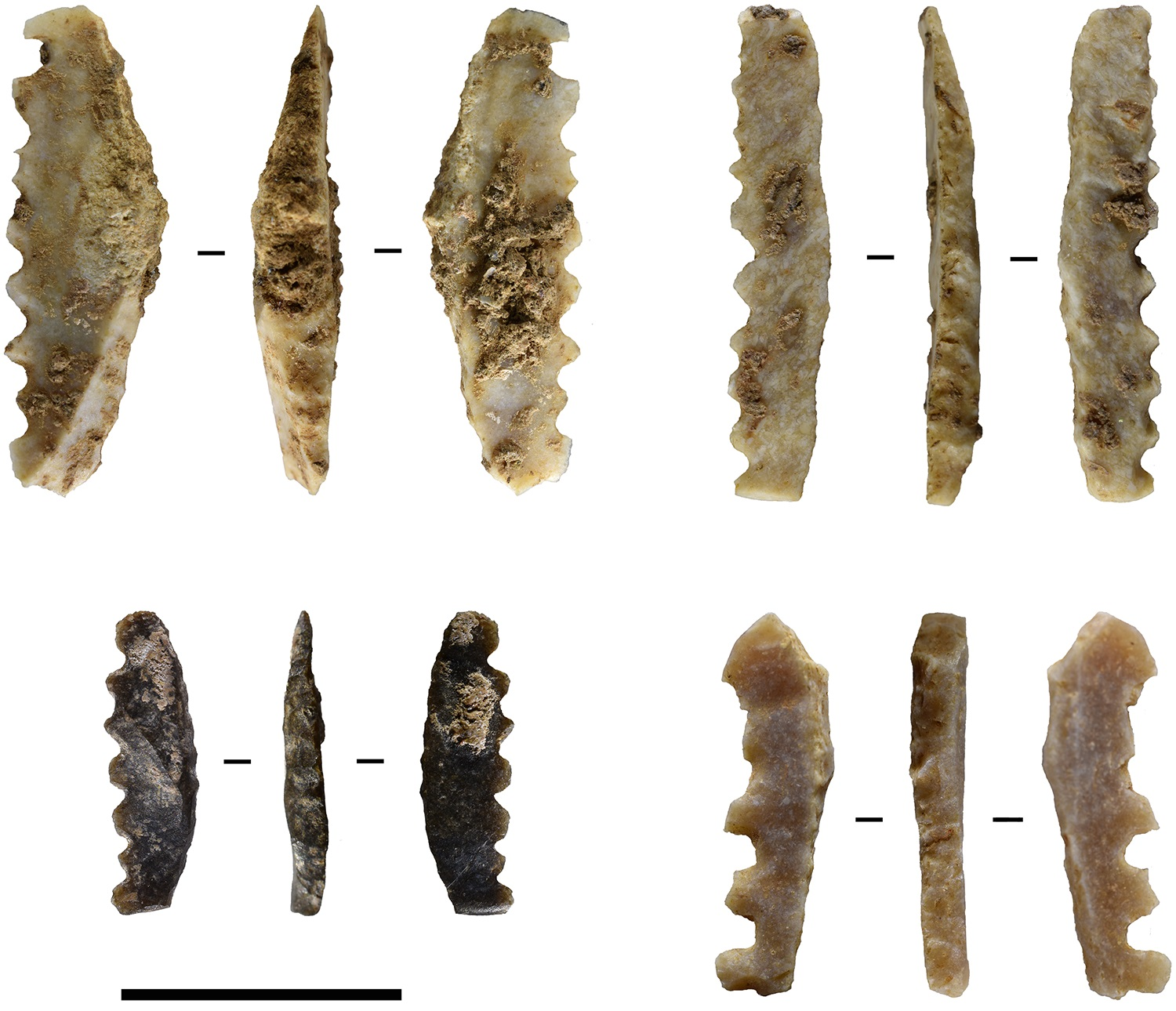
Les micro-scies sont un outil de pierre distinctif associé au technocomplexe toalien.

## Bessé
Des archéologues de l'Université de Hasanuddin à Makassar ont découvert pour la première fois des restes humains à Leang Panninge dans le district de Mallawa à Maros. En 2015, des fouilles ont mis au jour la première sépulture humaine relativement complète dans un contexte toalien. L'enterrement a fourni un exemple de l'évolution humaine moderne en Asie du Sud-Est. Les restes ont été identifiés comme appartenant à une jeune chasseuse-cueilleuse âgée d'environ 17-18 ans au moment de sa mort. Ses découvreurs l'ont nommée Bessé´, un surnom donné aux princesses nouvelles-nées chez les Bugis qui vivent maintenant dans le sud de Sulawesi.
Bessé' a été enterrée en position fœtale et partiellement recouverte de gros pavés. La cause de son décès est inconnue et aucun signe évident de blessure ou d'infection n'a laissé de traces sur ses os. Des outils en pierre (dont des pointes de Maros) et de l'ocre rouge ont été trouvés dans sa tombe, ainsi que des ossements d'animaux connus pour être chassés. Le crâne a été écrasé post-mortem. L'enterrement a été daté de 7 300 à 7 200 ans BP par datation au carbone 14 d'une graine de noix de galip (Canarium sp ).
L'ADN de l'os de l'oreille interne de Bessé' a fourni la première analyse génétique des Toaliens. L'analyse génomique montre que Bessé' appartenait à une population dont la composition ancestrale était inconnue auparavant. Elle partage environ la moitié de sa constitution génétique avec les Australiens autochtones actuels et les habitants de la Nouvelle-Guinée et du Pacifique occidental, ainsi qu'une lignée humaine divergente auparavant inconnue qui s'est ramifiée il y a environ 37 000 ans (après les lignées Onge et Hòabìnhien) avec une part d'ADN substantielle héritée des Denisoviens maintenant éteints.